# Five Orders of Periwigs

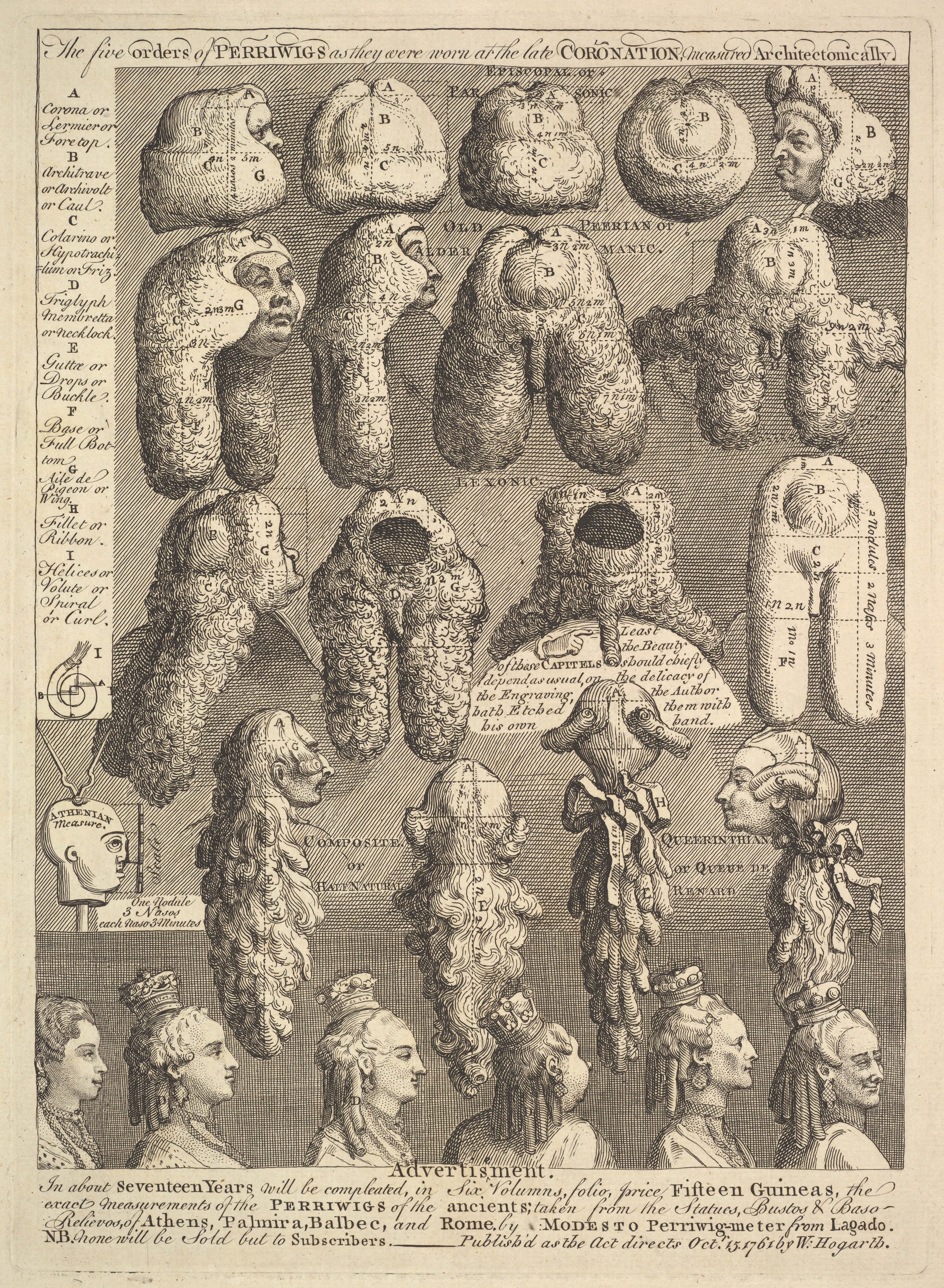
The Five Orders of Perriwigs as they were Worn at the Late Coronation Measured Architectonically, William Hogarth, 1761.

Five Orders of Periwigs (The Five Orders of Perriwigs as they were Worn at the Late Coronation Measured Architectonically) [lit., 'Cinco órdenes de pelucas', de título completo 'Los cinco órdenes de pelucas que se usaron en la Última Coronación medidas arquitectónicamente] es un grabado de 1761 de William Hogarth. Tiene varios niveles de sátira: primero, y más claramente, parodia la moda de las pelucas extravagantes de mediados a finales del siglo XVIII; en segundo lugar, al clasificar las pelucas en «órdenes», satiriza la formulación de los cánones de belleza a partir del análisis de las piezas que se conservan de la arquitectura y la escultura clásicas de la antigua Grecia y la antigua Roma, en particular de los restos clásicos de Atenas, Roma, Baalbek y Palmira, plasmados en los precisos dibujos arquitectónicos de James Athenian Stuart (publicados en Antiquities of Athens,  cuyo primer volumen apareció en 1762). En la parte inferior derecha, el grabado indica su fecha de publicación el 15 de octubre de 1761.
Del grabado, el propio Hogarth comentó en su libro de anécdotas:

No hay gran dificultad en medir la longitud, anchura o altura de cualquier objeto, cuando las partes estan formadas por líneas simples. No se requiere más habilidad para tomar las dimensiones de un pilar o de una cornisa que para medir una caja cuadrada, y sin embargo, el hombre que hace lo último es descuidado, y el que logra lo primero, es considerado como un milagro de genio; pero supongo que recibe sus honores por la distancia que ha recorrido para hacer sus asuntos.
There is no great difficulty in measuring the length, breadth, or height of any figures, where the parts are made up of plain lines. It requires no more skill to take the dimensions of a pillar or cornice, than to measure a square box, and yet the man who does the latter is neglected, and he who accomplishes the former, is considered as a miracle of genius; but I suppose he receives his honours for the distance he has travelled to do his business.

En paralelo a los cinco órdenes de la arquitectura clásica identificados por Palladio (dórico, jónico, corintio, compuesto y toscano), el grabado postula cinco «órdenes» de pelucas, desde el relativamente simple «Episcopal» (para el clero), hasta el «Old Peerian or Aldermanic» (para lores y funcionarios del consejo) y «Lexonic» (para abogados) hasta el más ornamentado «Composite or Half Natural» [compuesto o medio natural], y finalmente el decadente «Queerinthian or Queue de Reynard» (un juego de palabras, en francés, por "cola de zorro").
Una escala muestra la «medida ateniense» mediante la cual se anotan las dimensiones de cada peluca, con un «nódulo» compuesto por 3 «nasos» (narices) y cada naso  de 3 «minutos». Los componentes de cada peluca están rotulados con letras de la «A» a la «I», cada una designando un término arquitectónico simulado, desde A: la «Corona o Lermier o remate» y B: el «Arquitrabe o arquivolta o camiseta» hasta H: «Filete o cinta» e I: «Helices o voluta o espiral o rizo».
Se han identificado varios de los rostros representados. Aquellos en la línea episcopal están destinados a parecerse al doctor William Warburton, obispo de Gloucester (izquierda) y al doctor Samuel Squire, obispo de St David (derecha). En la fila «Old Peerian or Aldermanic» están lord Melcombe (izquierda) y otro. La peluca representada en el extremo derecho es una «peluca alada notable» que usó sir Samuel Fludyer, primer baronet cuando se convirtió en Lord alcalde de Londres a principios de 1761.
En la parte inferior del grabado hay una inscripción que indica la supuesta pertencencia a una serie de seis volúmenes en folio que serán publicados a lo largo de 17 años y que expondrán las medidas de las pelucas de los antiguos. Esto satiriza las Antiquities of Athens de Stuart. Arriba, una línea de perfiles femeninos muestra, de izquierda a derecha, el rostro de la reina Carlota y de otras cinco personas, cada una con un collar triple y una corona: una duquesa, una marquesa, una condesa, una vizcondesa y una baronesa. Otros las han identificados como las Ladies of the Bedchamber [Damas de la alcoba] en 1761: duquesa de Ancaster, duquesa de Hamilton, condesa de Effingham, condesa de Northumberland, vizcondesa de Weymouth y vizcondesa de  Bolingbroke.
Hogarth creó el grabado unas pocas semanas después de la coronación de Jorge III y de la  reina Carlota, inspirado en el elaborado traje que usaban los asistentes. Horace Walpole escribió:

Algunas de las peeresses se vestían durante la noche, dormían en sillones y se despertaban si caían de cabeza.
Some of the peeresses were dressed over night, slept in armchairs, and were waked if they tumbled their heads.

Se observaron varios errores ortográficos en la primera versión del grabado («advertisment», «volumns»). Una segunda versión corregía uno de los errores tipográficos insertando la letra «e» en «advertisment», y vuelve a etiquetar el orden «episcopal» de pelucas birraguinas como «Episcopal and Parsonic» [episcopal y parsónico].